# ミチリアーノ
ミチリアーノ（伊: Micigliano）は、イタリア共和国ラツィオ州リエーティ県にある、人口約110人の基礎自治体（コムーネ）。

## 地理

### 位置・広がり
リエーティ県北東部に位置するコムーネ。ミチリアーノの集落は、県都リエーティから東北東へ約17km、アマトリーチェから南西へ約28km、州都・首都ローマから北東へ約76kmの距離にある。

#### 隣接コムーネ
隣接するコムーネは以下の通り。
- アントロドーコ
- ボルボーナ
- ボルゴ・ヴェリーノ
- カンタリーチェ
- カステル・サンタンジェロ
- チッタドゥカーレ
- レオネッサ
- ポスタ
- リエーティ

### 気候分類・地震分類
ミチリアーノにおけるイタリアの気候分類 (it) および度日は、zona F, 3048 GGである。
また、イタリアの地震リスク階級 (it) では、zona 1 (sismicità alta) に分類される。